# Establo Takekuma

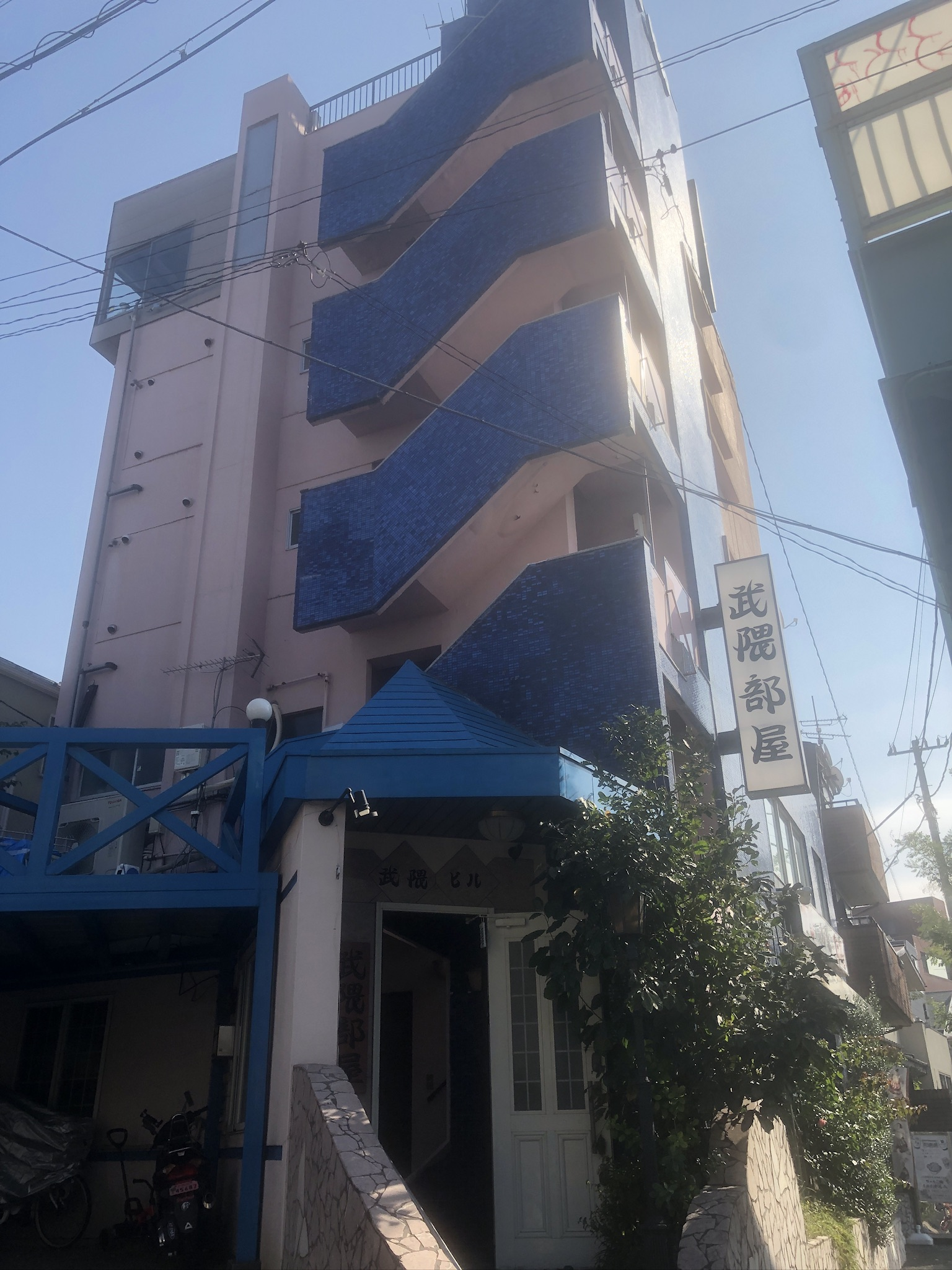
Fachada exterior del Establo Takekuma

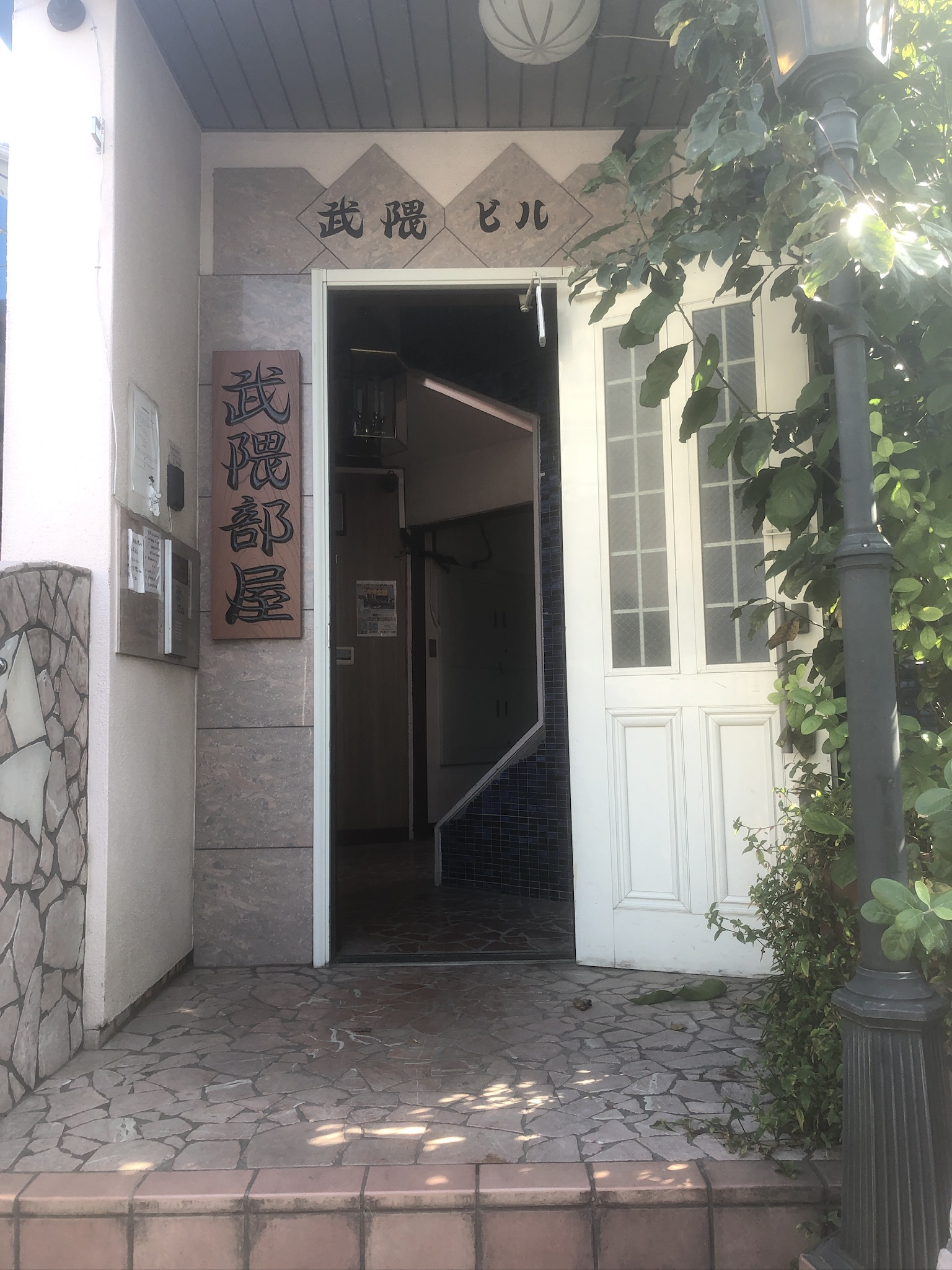
Entrada principal del Establo Takekuma

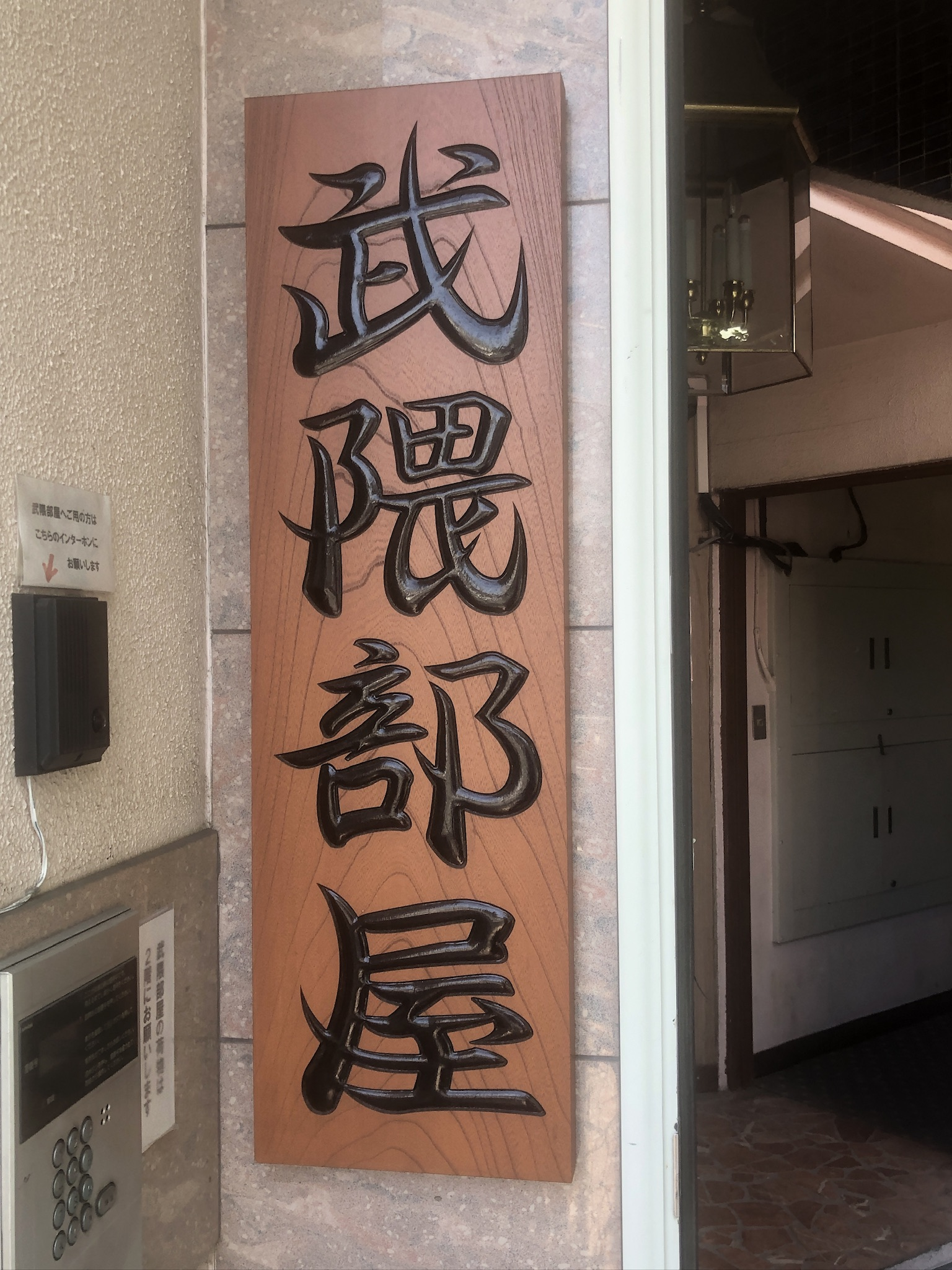
Placa de madera con el nombre del Establo Takekuma

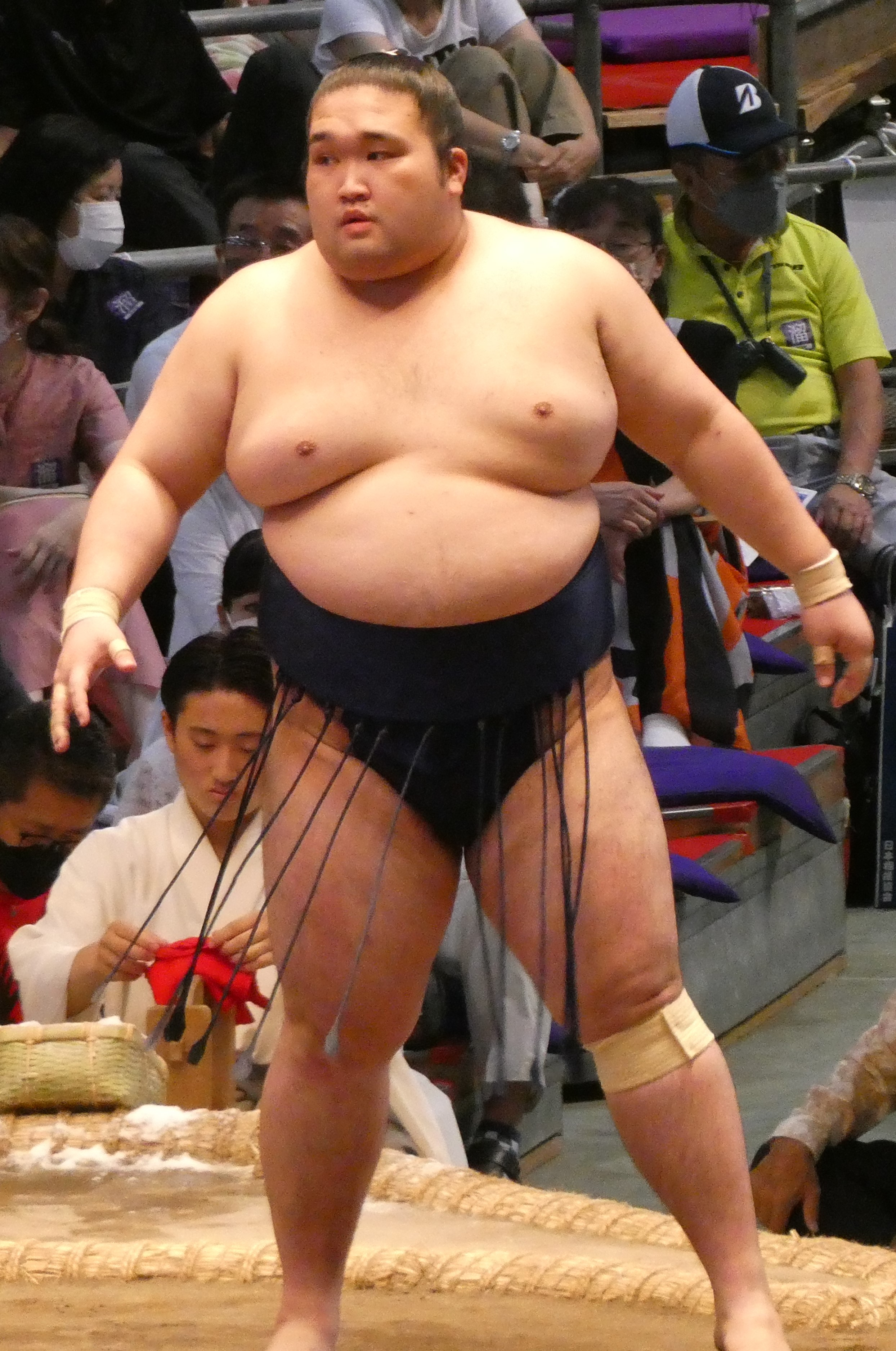
Gōnoyama se convirtió en el primer sekitori del establo

El Establo Takekuma (武隈部屋, Takekuma-beya) es un establo de entrenamiento de sumo profesional. El establecimiento forma parte del ichimon Dewanoumi. Fue fundado por el ex ōzeki Gōeidō tras independizarse del establo Sakaigawa, e inaugurado oficialmente en febrero de 2022. En mayo de 2022, Nishikawa (actualmente Gōnoyama) se convirtió en el primer luchador del establo en ser promovido a la división jūryō. Para julio de 2025, el establo posee un total de doce luchadores.

## Nombres de ring
Algunos luchadores de este establo adoptan nombre de ring o shikona con el prefijo "Gō" (豪), extraído del nombre del maestro y fundador del establo, el ex ōzeki Gōeidō.

## Dueños
- 2021–presente: El décimo cuarto (14°) Takekuma Gōtarō (iin, ex ōzeki Gōeidō)[3]

## Luchadores activos destacados
- Gōnoyama (mejor rango: maegashira)

## Yobidashi
- Kumajiro (jonokuchi yobidashi, de nombre real: Raiku Matsumoto)

## Ubicación y acceso
Yukigayaōtsuka-chō, barrio especial de Ōta, Tokio